# 卡羅爾鎮區 (密蘇里州雷諾茲縣)
卡羅爾鎮區（英語：Carroll Township）是位於美國密蘇里州雷諾茲縣的一個行政鎮區。

## 地方資料
卡羅爾鎮區的面積為475.34平方千米，當中陸地面積為473.26平方千米，而水域面積為2.07平方千米。根據2020年美國人口普查的數據，當地共有人口1115人，而人口密度為每平方千米2.35人。